# Rhagoletis ochraspis
Rhagoletis ochraspis är en tvåvingeart som först beskrevs av Christian Rudolph Wilhelm Wiedemann 1830.  Rhagoletis ochraspis ingår i släktet Rhagoletis och familjen borrflugor. Inga underarter finns listade i Catalogue of Life.